# Gaspard de Réal de Curban
Pour les articles homonymes, voir Real.
Gaspard de Réal de Curban, né à Sisteron le 20 novembre 1682 et mort à Paris le 8 février 1752, est un juriste français.

## Biographie
D'une famille noble, Réal s'appliqua, dès sa jeunesse, à l'étude de la politique, négligée alors en France plus que dans les autres états de l'Europe. Il fut pourvu de la charge de grand-sénéchal de Forcalquier, et nommé conseiller du roi en ses conseils. Il s'attira l'estime et la confiance de plusieurs princes et ambassadeurs qu'il seconda plusieurs fois dans les travaux du cabinet. Ses talents lui valurent l'estime du roi Stanislas, dernier duc de Lorraine, et des publicistes les plus éclairés de son temps.
Il mourut quelques mois après avoir terminé l'ouvrage auquel il doit sa réputation, et qui lui avait coûté plus de trente ans de travail, intitulé : La Science du gouvernement. Ouvrage de morale, de droit et de politique, qui contient les principes du commandement et de l'obéissance. Toutes les matières du gouvernement sont réduites en un corps unique, entier dans chacune de ses parties, ou l'on explique les droits et devoirs des souverains, ceux des sujets, ceux de tous les hommes en quelque situation qu'ils se trouvent. Cet ouvrage forme 8 volumes in 4° et fut publié à Paris en 1761-65 par l'abbé Baltasar de Burle, son neveu.
Très tôt traduit en langue allemande, l'ouvrage de Réal n'a pas été apprécié à sa juste valeur dans son propre pays. Ainsi Voltaire écrivait à Chauvelin, le 18 septembre 1763 : « Avez-vous entendu parler d'un sénéchal de Forcalquier, qui, en mourant, a fait un legs au roi de l'Art de gouverner, en trois volumes in 4° ? C'est bien le plus ennuyeux sénéchal que vous ayez jamais vu. »